# Persone di nome Silvio
| Questa pagina contiene informazioni ricavate automaticamente dalle voci biografiche con l'ausilio del template Bio e di un bot. L'aggiornamento è periodico e automatico e ricostruisce completamente la pagina. Se manca una persona in questa lista, sei pregato di non aggiungerla, ma accertati piuttosto che la sua voce biografica contenga il template Bio e che i dati anagrafici siano correttamente compilati. Se il template Bio manca, inseriscilo tu stesso o, in alternativa, metti l'avviso {{tmp\|Bio}} che ne segnala la mancanza. Se i dati riportati sono sbagliati, correggi direttamente la voce biografica; le modifiche saranno visibili in questa lista entro pochi giorni. Per chiarimenti vedi il progetto antroponimi. La lista contiene solo le 339 persone che sono citate nell'enciclopedia e per le quali è stato implementato correttamente il template Bio. Pagina aggiornata al 22 lug 2025. |

Questa è una lista di persone presenti nell'enciclopedia che hanno il nome Silvio, suddivise per attività principale.

## Allenatori di calcio(7)
- Silvio Baldini, allenatore di calcio e ex calciatore italiano (Massa, n. 1958)
- Silvio Feccia, allenatore di calcio e calciatore italiano (Romagnano Sesia, n. 1927 - Romagnano Sesia, † 2009)
- Silvio Paolucci, allenatore di calcio e ex calciatore italiano (Tollo, n. 1960)
- Silvio Rudman, allenatore di calcio e ex calciatore argentino (Buenos Aires, n. 1969)
- Silvio Secchi, allenatore di calcio e calciatore italiano (Modena, n. 1890 - Modena, † 1970)
- Silvio Stritzel, allenatore di calcio e calciatore italiano (Trieste, n. 1893 - Villa d'Adda, † 1970)
- Silvio Vella, allenatore di calcio e ex calciatore maltese (Toronto, n. 1967)

## Allenatori di calcio a 5(1)
- Silvio Crisari, allenatore di calcio a 5 italiano (Roma, n. 1972)

## Allenatori di pallacanestro(1)
- Silvio Longhi, allenatore di pallacanestro italiano

## Alpinisti(2)
- Silvio Mondinelli, alpinista italiano (Gardone Val Trompia, n. 1958)
- Silvio Saglio, alpinista e scrittore italiano (Novara, n. 1896 - Milano, † 1964)

## Ammiragli(1)
- Silvio Salza, ammiraglio italiano (Torino, n. 1879 - Roma, † 1972)

## Anarchici(1)
- Silvio Corio, anarchico italiano (Saluzzo, n. 1875 - Woodford Green, † 1954)

## Antifascisti(1)
- Silvio Mastio, antifascista italiano (Cagliari, n. 1901 - † 1931)

## Arbitri di calcio(3)
- Silvio Baratta, ex arbitro di calcio italiano (Salerno, n. 1975)
- Silvio Ferrari, arbitro di calcio italiano (Milano, n. 1917)
- Silvio Tacconis, arbitro di calcio e farmacista italiano (Torino, n. 1891 - Torino, † 1951)

## Archeologi(1)
- Silvio Ferri, archeologo italiano (Lucca, n. 1890 - Pisa, † 1978)

## Architetti(5)
- Silvio Coppola, architetto, designer e grafico italiano (Brindisi, n. 1920 - Milano, † 1985)
- Silvio d'Ascia, architetto italiano (Napoli, n. 1969)
- Silvio Galizia, architetto svizzero (Muri, n. 1925 - Roma, † 1989)
- Silvio Gambini, architetto italiano (Teramo, n. 1877 - Busto Arsizio, † 1948)
- Silvio Piccini, architetto italiano (Udine, n. 1877 - Pagnacco, † 1954)

## Arcivescovi cattolici(1)
- Silvio de' Cavalieri, arcivescovo cattolico e giurista italiano (Veroli, n. 1641 - Roma, † 1717)

## Arrampicatori(1)
- Silvio Reffo, arrampicatore italiano (Vicenza, n. 1990)

## Artisti(1)
- Silvio Craia, artista e pittore italiano (Corridonia, n. 1937)

## Astisti(1)
- Silvio Fraquelli, ex astista italiano (Asti, n. 1952)

## Attori(8)
- Silvio Anselmo, attore e doppiatore italiano (Mondovì, n. 1936)
- Silvio Bagolini, attore italiano (Bologna, n. 1914 - Bologna, † 1976)
- Silvio Muccino, attore, sceneggiatore e regista italiano (Roma, n. 1982)
- Silvio Noto, attore, doppiatore e personaggio televisivo italiano (Bari, n. 1925 - Roma, † 2000)
- Silvio Orlando, attore italiano (Napoli, n. 1957)
- Silvio Simac, attore e artista marziale croato (Zara, n. 1973)
- Silvio Spaccesi, attore e doppiatore italiano (Macerata, n. 1926 - Roma, † 2015)
- Silvio Vannucci, attore italiano (Roma, n. 1956)

## Attori teatrali(1)
- Silvio Fiorillo, attore teatrale e commediografo italiano (Capua)

## Aviatori(2)
- Silvio Montanarella, aviatore e ammiraglio italiano (Melfi, n. 1893 - Roma, † 1986)
- Silvio Pettirossi, aviatore paraguaiano (Asunción, n. 1887 - Buenos Aires, † 1916)

## Avvocati(1)
- Silvio Pellerano, avvocato, dirigente d'azienda e politico italiano (Massa, n. 1858 - Firenze, † 1927)

## Bibliotecari(2)
- Silvio Bernicoli, bibliotecario italiano (Ravenna, n. 1857 - Ravenna, † 1936)
- Silvio Furlani, bibliotecario e storico italiano (San Lorenzo Isontino, n. 1921 - Roma, † 2001)

## Biologi(1)
- Silvio Ranzi, biologo e zoologo italiano (Roma, n. 1902 - Milano, † 1996)

## Bobbisti(3)
- Silvio Calcagno, ex bobbista italiano (Savona, n. 1969)
- Silvio Giobellina, bobbista svizzero (Leysin, n. 1954)
- Silvio Schaufelberger, bobbista svizzero (n. 1977)

## Cantanti(3)
- Silvio Brito, cantante, showman e polistrumentista brasiliano (Tres Pontas, n. 1952)
- Silvio Pozzoli, cantante italiano (Cinisello Balsamo, n. 1953)
- Silvio Francesco, cantante, attore e musicista italiano (Parigi, n. 1927 - Lugano, † 2000)

## Cardinali(5)
- Silvio Antoniano, cardinale, pedagogista e saggista italiano (Roma, n. 1540 - Roma, † 1603)
- Silvio Oddi, cardinale e arcivescovo cattolico italiano (Morfasso, n. 1910 - Cortemaggiore, † 2001)
- Silvio Passerini, cardinale e vescovo cattolico italiano (Cortona, n. 1469 - Città di Castello, † 1529)
- Silvio Savelli, cardinale italiano (Ariccia, n. 1550 - Ariccia, † 1599)
- Silvio Valenti Gonzaga, cardinale, arcivescovo cattolico e collezionista d'arte italiano (Mantova, n. 1690 - Viterbo, † 1756)

## Cestisti(4)
- Silvio Gigena, ex cestista argentino (Villa del Rosario, n. 1975)
- Silvio Hernández, cestista messicano (Veracruz, n. 1908 - Città del Messico, † 1984)
- Silvio Lucev, cestista italiano (Trieste, n. 1934 - Bologna, † 1990)
- Silvio de Sousa, cestista angolano (Luanda, n. 1998)

## Ciclisti su strada(5)
- Silvio Boni, ciclista su strada italiano (Spineto di Castellamonte, n. 1942 - Spineto di Castellamonte, † 2014)
- Silvio Herklotz, ex ciclista su strada tedesco (Blankenfelde-Mahlow, n. 1994)
- Silvio Martinello, ex ciclista su strada e pistard italiano (Padova, n. 1963)
- Silvio Pedroni, ciclista su strada italiano (Tredossi, n. 1918 - Cremona, † 2003)
- Silvio Zonzini, ex ciclista su strada sammarinese (Città di San Marino, n. 1959)

## Compositori(4)
- Silvio Amato, compositore e pianista italiano (Catania, n. 1961)
- Silvio Mix, compositore e direttore d'orchestra italiano (Trieste, n. 1900 - Gallarate, † 1927)
- Silvio Negri, compositore, mandolinista e chitarrista italiano (Muggia, n. 1865 - Trieste, † 1941)
- Silvio Tanzi, compositore e critico musicale italiano (Sassello, n. 1879 - Milano, † 1909)

## Condottieri(1)
- Silvio Savelli, condottiero italiano

## Costumisti(1)
- Silvio Laurenzi, costumista e attore italiano (Roma, n. 1936 - Roma, † 2021)

## Criminologi(1)
- Silvio Ciappi, criminologo e scrittore italiano (Siena, n. 1965)

## Critici letterari(4)
- Silvio Guarnieri, critico letterario e saggista italiano (Feltre, n. 1910 - Treviso, † 1992)
- Silvio Pasquazi, critico letterario e filologo italiano (Roma, n. 1919 - Roma, † 1990)
- Silvio Ramat, critico letterario, saggista e poeta italiano (Firenze, n. 1939)
- Silvio Vietta, critico letterario tedesco (Berlino, n. 1941)

## Critici teatrali(1)
- Silvio D'Amico, critico teatrale italiano (Roma, n. 1887 - Roma, † 1955)

## Diplomatici(1)
- Silvio Fagiolo, diplomatico italiano (Roma, n. 1938 - Milano, † 2011)

## Direttori d'orchestra(1)
- Silvio Barbato, direttore d'orchestra e compositore brasiliano (Candeias, n. 1959 - Oceano Atlantico, † 2009)

## Dirigenti sportivi(2)
- Silvio Griggio, dirigente sportivo e calciatore italiano (Vicenza, n. 1906 - Vicenza, † 1980)
- Silvio Mizzi, dirigente sportivo, allenatore di calcio e calciatore maltese

## Doppiatori(1)
- Tino Insana, doppiatore e attore statunitense (Chicago, n. 1948 - Los Angeles, † 2017)

## Drammaturghi(3)
- Silvio Benedetti, commediografo italiano (Padova, n. 1884 - Padova, † 1951)
- Silvio Giovaninetti, commediografo, critico teatrale e giornalista italiano (Saluzzo, n. 1901 - Milano, † 1962)
- Silvio Zambaldi, drammaturgo italiano (Palazzolo sull'Oglio, n. 1870 - Milano, † 1932)

## Economisti(1)
- Silvio Gai, economista, dirigente d'azienda e politico italiano (Roma, n. 1873 - Livorno, † 1967)

## Egittologi(1)
- Silvio Curto, egittologo italiano (Bra, n. 1919 - Torino, † 2015)

## Epigrafisti(1)
- Silvio Panciera, epigrafista e storico italiano (Venezia, n. 1933 - Roma, † 2016)

## Esploratori(1)
- Silvio Zavatti, esploratore, politico e antropologo italiano (Forlì, n. 1917 - Ancona, † 1985)

## Filologi(1)
- Silvio Giuseppe Mercati, filologo classico e bizantinista italiano (Reggio nell'Emilia, n. 1877 - Roma, † 1963)

## Filosofi(2)
- Silvio Ceccato, filosofo e linguista italiano (Montecchio Maggiore, n. 1914 - Milano, † 1997)
- Silvio Funtowicz, filosofo argentino (Buenos Aires, n. 1946)

## Fisici(1)
- Silvio Bergia, fisico italiano (Bologna, n. 1935 - Bologna, † 2023)

## Fondisti(2)
- Silvio Confortola, fondista e scialpinista italiano (Valfurva, n. 1910 - † 2003)
- Silvio Fauner, ex fondista italiano (San Pietro di Cadore, n. 1968)

## Fumettisti(3)
- Sal Buscema, fumettista statunitense (Brooklyn, n. 1936)
- Silvio Cadelo, fumettista, illustratore e pittore italiano (Modena, n. 1948)
- Silvio Camboni, fumettista italiano (Santadi, n. 1967)

## Funzionari(1)
- Silvio Traversa, funzionario italiano (Roma, n. 1941)

## Generali(3)
- Silvio Napoli, generale e aviatore italiano (Villa San Giovanni, n. 1902 - Roma, † 1961)
- Silvio Parodi, generale e politico italiano (Genova, n. 1878 - Savignone, † 1944)
- Silvio Scaroni, generale e aviatore italiano (Brescia, n. 1893 - Milano, † 1977)

## Geologi(1)
- Silvio Vardabasso, geologo italiano (Buie, n. 1891 - Vicenza, † 1966)

## Ginnasti(1)
- Silvio Brivio, ginnasta italiano (Como, n. 1929 - Como, † 2010)

## Giocatori di calcio a 5(2)
- Lula, ex giocatore di calcio a 5 brasiliano (n. 1964)
- Silvio Rapela, ex giocatore di calcio a 5 uruguaiano (n. 1971)

## Giocatori di curling(1)
- Silvio Zanotelli, giocatore di curling italiano (Trento, n. 1988)

## Giornalisti(8)
- Silvio Bertoldi, giornalista e saggista italiano (Verona, n. 1920 - Milano, † 2018)
- Silvio Branzi, giornalista, critico d'arte e scrittore italiano (Vermiglio, n. 1899 - Trento, † 1976)
- Mario Ferretti, giornalista italiano (Novi Ligure, n. 1917 - Città del Guatemala, † 1977)
- Silvio Gigli, giornalista, conduttore radiofonico e regista italiano (Siena, n. 1910 - Roma, † 1988)
- Silvio Negro, giornalista e saggista italiano (Chiampo, n. 1897 - Roma, † 1959)
- Silvio Petrucci, giornalista e scrittore italiano (San Nicandro Garganico, n. 1894 - Roma, † 1971)
- Silvio Sosio, giornalista, editore e curatore editoriale italiano (Milano, n. 1963)
- Silvio Spaventa Filippi, giornalista, traduttore e romanziere italiano (Avigliano, n. 1871 - Milano, † 1931)

## Giuristi(1)
- Silvio Perozzi, giurista e storico italiano (Vicenza, n. 1857 - Bologna, † 1931)

## Glottologi(1)
- Silvio Pieri, glottologo italiano (Lucca, n. 1856 - Firenze, † 1936)

## Golfisti(1)
- Silvio Grappasonni, ex golfista italiano (Como, n. 1962)

## Imprenditori(7)
- Silvio Arrivabene Valenti Gonzaga, imprenditore e politico italiano (Mantova, n. 1844 - Firenze, † 1913)
- Silvio Barbieri, imprenditore e dirigente sportivo italiano (Este, n. 1883 - Padova, † 1957)
- Silvio Berlusconi, imprenditore e politico italiano (Milano, n. 1936 - Milano, † 2023)
- Silvio Crespi, imprenditore, inventore e politico italiano (Milano, n. 1868 - Cadorago, † 1944)
- Silvio Denz, imprenditore svizzero (Basilea, n. 1956)
- Silvio Sacco, imprenditore e dirigente sportivo italiano (Tortona, n. 1906 - Pavia, † 1989)
- Silvio Scaglia, imprenditore, dirigente d'azienda e ingegnere italiano (Lucerna, n. 1958)

## Ingegneri(2)
- Silvio Canevazzi, ingegnere italiano (Modena, n. 1852 - Bologna, † 1918)
- Silvio De Pretto, ingegnere e imprenditore italiano (Schio, n. 1848 - Schio, † 1933)

## Librettisti(1)
- Silvio Stampiglia, librettista italiano (Civita Lavinia, n. 1664 - Napoli, † 1725)

## Linguisti(1)
- Silvio Sganzini, linguista, insegnante e lessicografo svizzero (Faido, n. 1898 - Lugano, † 1972)

## Lottatori(1)
- Silvio Tozzi, lottatore italiano (Piombino, n. 1908 - Pietra Ligure, † 1986)

## Lunghisti(1)
- Silvio Cator, lunghista e altista haitiano (Cavaillon, n. 1900 - Port-au-Prince, † 1952)

## Magistrati(3)
- Silvio Longhi, magistrato e giurista italiano (Vestone, n. 1865 - Roma, † 1937)
- Silvio Petrone, magistrato e politico italiano (Montagano, n. 1863 - Montagano, † 1948)
- Silvio Tavolaro, magistrato italiano (Mongrassano, n. 1900 - Roma, † 1971)

## Maratoneti(1)
- Silvio De Florentiis, maratoneta italiano (Genova, n. 1935 - Genova, † 2021)

## Matematici(4)
- Silvio Ballarin, matematico e geodeta italiano (Zara, n. 1901 - Pisa, † 1969)
- Silvio Belli, matematico e ingegnere italiano (Vicenza, n. 1520 - Ferrara, † 1579)
- Silvio Cinquini, matematico italiano (Pavia, n. 1906 - Pavia, † 1998)
- Silvio Micali, matematico, crittografo e informatico italiano (Palermo, n. 1954)

## Medici(3)
- Silvio Brusaferro, medico italiano (Udine, n. 1960)
- Silvio Messinetti, medico, dirigente sportivo e politico italiano (Cerzeto, n. 1902 - Crotone, † 1996)
- Silvio Prandoni, medico e missionario italiano (Busto Arsizio, n. 1934)

## Mercanti(1)
- Silvio Gesell, mercante, economista e anarchico tedesco (Sankt Vith, n. 1862 - Oranienburg, † 1930)

## Militari(9)
- Silvio Angelucci, militare e aviatore italiano (Conza della Campania, n. 1909 - Mar Mediterraneo, † 1942)
- Silvio Appiani, militare, allenatore di calcio e calciatore italiano (Vicenza, n. 1894 - San Michele del Carso, † 1915)
- Silvio Di Giacomo, militare italiano (Acciano, n. 1915 - Kristobasileo, † 1940)
- Silvio Margini, militare italiano (Viano, n. 1905 - Mantova, † 1981)
- Silvio Mirarchi, militare italiano (Catanzaro, n. 1963 - Palermo, † 2016)
- Silvio Novembre, militare italiano (Alseno, n. 1934 - Milano, † 2019)
- Silvio Palli, militare e aviatore italiano (Casale Monferrato, n. 1896 - Orsago, † 1918)
- Silvio Paternostro, militare italiano (Mormanno, n. 1893 - Lencia, † 1937)
- Silvio Sibona, militare italiano (Rivarolo Ligure, n. 1911 - Nowo Postojalowka, † 1943)

## Musicisti(2)
- Silvio Capeccia, musicista e compositore italiano (Milano, n. 1957)
- Silvio Rodríguez, musicista cubano (San Antonio de los Baños, n. 1946)

## Nobili(1)
- Silvio Gaetano Gonzaga, nobile italiano (n. 1670 - † 1740)

## Oncologi(2)
- Silvio Buzzi, oncologo e neurologo italiano (Ravenna, n. 1930 - † 2009)
- Silvio Garattini, oncologo e farmacologo italiano (Bergamo, n. 1928)

## Operai(1)
- Silvio Marcuzzi, operaio, antifascista e partigiano italiano (Fogliano Redipuglia, n. 1907 - Palmanova, † 1944)

## Pallanuotisti(1)
- Silvio Baracchini, ex pallanuotista italiano (Genova, n. 1950)

## Pallonisti(1)
- Silvio Bencini, pallonista italiano (Poggibonsi, n. 1880 - Poggibonsi, † 1926)

## Partigiani(6)
- Silvio Federico Baridon, partigiano, francesista e critico letterario italiano (Saluzzo, n. 1918 - Parigi, † 1983)
- Silvio Bonfante, partigiano italiano (Oneglia, n. 1921 - Briga Alta, † 1944)
- Silvio Pasi, partigiano italiano (Lavezzola, n. 1911 - Conselice, † 1962)
- Silvio Serra, partigiano italiano (Cagliari, n. 1923 - Alfonsine, † 1945)
- Silvio Solimano, partigiano italiano (Santa Margherita Ligure, n. 1925 - Santo Stefano d'Aveto, † 1944)
- Silvio Trentin, partigiano e giurista italiano (San Donà di Piave, n. 1885 - Monastier di Treviso, † 1944)

## Patrioti(3)
- Silvio Bonardi, patriota italiano (Iseo, n. 1848 - Iseo, † 1903)
- Silvio Dorigoni, patriota, alpinista e politico italiano (Trento, n. 1847 - Trento, † 1900)
- Silvio Moretti, patriota italiano (Comero, n. 1772 - Brno, † 1832)

## Pianisti(2)
- Silvio Omizzolo, pianista e compositore italiano (Padova, n. 1905 - Padova, † 1991)
- Silvio Scionti, pianista italiano (Acireale, n. 1882 - Roma, † 1973)

## Piloti automobilistici(1)
- Silvio Moser, pilota automobilistico svizzero (Zurigo, n. 1941 - Locarno, † 1974)

## Piloti di rally(1)
- Silvio Maiga, ex copilota di rally italiano (Sanremo, n. 1949)

## Piloti motociclistici(1)
- Silvio Grassetti, pilota motociclistico italiano (Montecchio, n. 1936 - Fano, † 2018)

## Pittori(17)
- Silvio Allason, pittore italiano (Torino, n. 1843 - Torino, † 1912)
- Silvio Baccaglio, pittore e decoratore svizzero (Minusio, n. 1905 - Locarno, † 2000)
- Silvio Benedetto, pittore e scultore argentino (Buenos Aires, n. 1938)
- Silvio Bicchi, pittore italiano (Livorno, n. 1874 - Firenze, † 1948)
- Silvio Bisio, pittore e scultore italiano (Alba, n. 1914 - Rapallo, † 1997)
- Silvio Consadori, pittore italiano (Brescia, n. 1909 - Burano, † 1994)
- Silvio Formichetti, pittore italiano (Pratola Peligna, n. 1969)
- Silvio Galimberti, pittore italiano (Roma, n. 1869 - Roma, † 1956)
- Silvio Loffredo, pittore italiano (Parigi, n. 1920 - Trebiano, † 2013)
- Silvio Oliboni, pittore italiano (Quinzano, n. 1912 - Verona, † 1976)
- Silvio Polloni, pittore e disegnatore italiano (Firenze, n. 1888 - Firenze, † 1972)
- Silvio Poma, pittore italiano (Trescore Balneario, n. 1840 - Turate, † 1932)
- Silvio Pucci, pittore italiano (Pistoia, n. 1892 - Firenze, † 1961)
- Silvio Livio Rossi, pittore italiano (Mantova, n. 1906 - Milano, † 2005)
- Silvio Giulio Rotta, pittore italiano (Venezia, n. 1853 - Venezia, † 1913)
- Silvio Sbricoli, pittore e scultore italiano (Roma, n. 1864 - Roma, † 1911)
- Silvio Zanella, pittore italiano (Gallarate, n. 1918 - Gallarate, † 2003)

## Poeti(1)
- Silvio Raffo, poeta, scrittore e critico letterario italiano (Roma, n. 1947)

## Politici(30)
- Silvio Ambrosini, politico italiano (Tripoli, n. 1913 - Cisano di Bardolino, † 1974)
- Silvio Antonellis, politico italiano (San Donato Val di Comino, n. 1949)
- Silvio Antonini, politico italiano (Città di Castello, n. 1920 - † 1986)
- Silvio Ascenzi, politico, imprenditore e dirigente d'azienda italiano (Viterbo, n. 1940 - Viterbo, † 2024)
- Silvio Balderi, politico italiano (Massa, n. 1923 - Massa, † 2017)
- Silvio Baratta, politico e avvocato italiano (Perito, n. 1887 - † 1961)
- Silvio Beretta, politico e politologo italiano (Milano, n. 1942)
- Silvio Bernardo, politico italiano (Colonna, n. 1920 - Crotone, † 1993)
- Silvio Berti, politico e avvocato italiano (Rocca San Casciano, n. 1856 - Fiuggi, † 1930)
- Silvio Cirielli, politico italiano (Bari, n. 1925 - † 1987)
- Silvio Crapolicchio, politico italiano (Roma, n. 1964)
- Silvio Fantuzzi, politico e partigiano italiano (Reggio Emilia, n. 1894 - Reggio Emilia, † 1960)
- Silvio Flor, politico italiano (Brez, n. 1879 - Merano, † 1938)
- Silvio Franceschelli, politico italiano (Pistoia, n. 1970)
- Silvio Geuna, politico, giornalista e religioso italiano (Chieri, n. 1909 - Torino, † 1998)
- Silvio Giovine, politico italiano (Vicenza, n. 1983)
- Silvio Lega, politico italiano (Leinì, n. 1945 - Siena, † 2021)
- Silvio Leonardi, politico e economista italiano (Torino, n. 1914 - † 1990)
- Silvio Mantovani, politico italiano (Ancona, n. 1947)
- Silvio Mello Grand, politico italiano (Biella, n. 1920 - Milano, † 2002)
- Silvio Miana, politico e sindacalista italiano (Castello di Serravalle, n. 1926 - Modena, † 2016)
- Silvio Milazzo, politico italiano (Caltagirone, n. 1903 - Catania, † 1982)
- Silvio Ortona, politico, partigiano e sindacalista italiano (Casale Monferrato, n. 1916 - Cirié, † 2005)
- Silvio Paolucci, politico italiano (Ortona, n. 1903 - † 1986)
- Silvio Schembri, politico maltese (Luqa, n. 1985)
- Silvio Sircana, politico e dirigente d'azienda italiano (Torino, n. 1951)
- Silvio Spaventa, politico e patriota italiano (Bomba, n. 1822 - Roma, † 1893)
- Silvio Tongiani, politico italiano (Massa, n. 1931 - Massa, † 2018)
- Silvio Viale, politico italiano (Cuneo, n. 1957)
- Silvio Vitale, politico e avvocato italiano (Napoli, n. 1928 - † 2005)

## Presbiteri(2)
- Silvio Mantelli, presbitero e illusionista italiano (Novello, n. 1944)
- Silvio Ravera, presbitero e scrittore italiano (Celle Ligure, n. 1923 - Savona, † 2003)

## Produttori cinematografici(1)
- Silvio Clementelli, produttore cinematografico italiano (Monte Porzio Catone, n. 1926 - Roma, † 2001)

## Produttori televisivi(1)
- Silvio Testi, produttore televisivo, produttore teatrale e paroliere italiano (Viterbo, n. 1954)

## Psichiatri(1)
- Silvio Fanti, psichiatra e psicoanalista svizzero (Neuchâtel, n. 1919 - Parigi, † 1997)

## Psicoanalisti(1)
- Silvio Graziadio Cusin, psicoanalista italiano (Trieste, n. 1922 - Trieste, † 2013)

## Pugili(1)
- Silvio Branco, ex pugile italiano (Civitavecchia, n. 1966)

## Registi(9)
- Silvio Amadio, regista e sceneggiatore italiano (Frascati, n. 1926 - Roma, † 1995)
- Silvio F. Balbuena, regista e sceneggiatore spagnolo (Madrid, n. 1930 - † 2010)
- Silvio Bandinelli, regista e produttore cinematografico italiano (Tripoli, n. 1954)
- Silvio Caiozzi, regista, sceneggiatore e fotografo cileno (Santiago del Cile, n. 1944)
- Silvio Laurenti Rosa, regista e attore italiano (Viterbo, n. 1892 - Roma, † 1965)
- Silvio Maestranzi, regista e sceneggiatore italiano (Bolzano, n. 1933)
- Silvio Narizzano, regista canadese (Montréal, n. 1927 - Londra, † 2011)
- Silvio Siano, regista e sceneggiatore italiano (Castellammare di Stabia, n. 1921 - Roma, † 1990)
- Silvio Soldini, regista, sceneggiatore e traduttore italiano (Milano, n. 1958)

## Scacchisti(1)
- Silvio Danailov, scacchista, imprenditore e dirigente sportivo bulgaro (Sofia, n. 1971)

## Sceneggiatori(1)
- Silvio Horta, sceneggiatore e produttore televisivo statunitense (Miami, n. 1974 - Miami, † 2020)

## Schermidori(3)
- Silvio Fernández, ex schermidore venezuelano (Caracas, n. 1946)
- Silvio Fernández, schermidore venezuelano (Caracas, n. 1979)
- Silvio Turchi, schermidore italiano

## Sciatori alpini(1)
- Silvio Alverà, sciatore alpino e alpinista italiano (Cortina d'Ampezzo, n. 1921 - Cortina d'Ampezzo, † 1986)

## Scrittori(7)
- Silvio D'Arzo, scrittore, poeta e saggista italiano (Reggio Emilia, n. 1920 - Reggio Emilia, † 1952)
- Silvio Domini, scrittore e storico italiano (Ronchi dei Legionari, n. 1922 - † 2005)
- Silvio Ferrari, scrittore e traduttore italiano (Zara, n. 1942)
- Silvio Micheli, scrittore italiano (Viareggio, n. 1911 - Viareggio, † 1990)
- Silvio Mignano, scrittore e diplomatico italiano (Fondi, n. 1965)
- Silvio Pellico, scrittore, poeta e patriota italiano (Saluzzo, n. 1789 - Torino, † 1854)
- Silvio Perrella, scrittore e critico letterario italiano (Palermo, n. 1959)

## Scultori(6)
- Silvio Canevari, scultore e pittore italiano (Viterbo, n. 1893 - Roma, † 1931)
- Silvio Cosini, scultore italiano (Milano, † 1545)
- Silvio Gazzaniga, scultore e designer italiano (Milano, n. 1921 - Milano, † 2016)
- Silvio Monfrini, scultore italiano (Milano, n. 1894 - Usmate Velate, † 1969)
- Silvio Santini, scultore italiano (Carrara, n. 1946)
- Silvio Zaniboni, scultore italiano (Padova, n. 1896 - Rovereto, † 1980)

## Sindacalisti(1)
- Silvio Gava, sindacalista e politico italiano (Vittorio Veneto, n. 1901 - Roma, † 1999)

## Sollevatori(1)
- Silvio Quadrelli, sollevatore italiano (Milano, n. 1889 - Pavia, † 1970)

## Statistici(1)
- Silvio Golzio, statistico, dirigente d'azienda e banchiere italiano (Torino, n. 1909 - Torino, † 1994)

## Storici(6)
- Silvio Accame, storico italiano (Pietra Ligure, n. 1910 - Frascati, † 1997)
- Silvio Bedini, storico statunitense (Ridgefield, n. 1917 - Washington, † 2007)
- Silvio Hénin, storico, biologo e informatico italiano (Milano, n. 1945 - Milano, † 2022)
- Silvio Lanaro, storico italiano (Schio, n. 1942 - Padova, † 2013)
- Silvio Pons, storico italiano (Firenze, n. 1955)
- Silvio Zavala, storico messicano (Mérida, n. 1909 - Città del Messico, † 2014)

## Tiratori di fune(1)
- Silvio Calzolari, tiratore di fune italiano (Firenze)

## Velocisti(1)
- Silvio Leonard, ex velocista cubano (Cienfuegos, n. 1955)

## Vescovi(1)
- Silvio di Tolosa, vescovo francese (Tolosa)

## Vescovi cattolici(3)
- Silvio Cesare Bonicelli, vescovo cattolico italiano (Bergamo, n. 1932 - Bergamo, † 2009)
- Silvio José Báez Ortega, vescovo cattolico nicaraguense (Masaya, n. 1958)
- Silvio Padoin, vescovo cattolico italiano (Pieve di Soligo, n. 1930 - Conegliano, † 2019)

## Senza attività specificata(5)
- Silvio Bergamaschi, ingegnere aerospaziale italiano (Udine, n. 1944 - Padova, † 1997)
- Silvio Giorgetti, cantante castrato italiano (San Benedetto del Tronto, n. 1733 - Monaco di Baviera, † 1802)
- Silvio Orlando, allenatore di rugby a 15 e ex rugbista a 15 italiano (Venezia, n. 1981)
- Silvio I Nimrod di Württemberg-Oels, duca (Weiltingen, n. 1622 - Brzezinka, † 1664)
- Silvio II Federico di Württemberg-Oels, duca (Oels, n. 1651 - Oels, † 1697)